# Гребной канал (Нижний Новгород)
Не путать с Гребнёвским каналом в Нижнем Новгороде

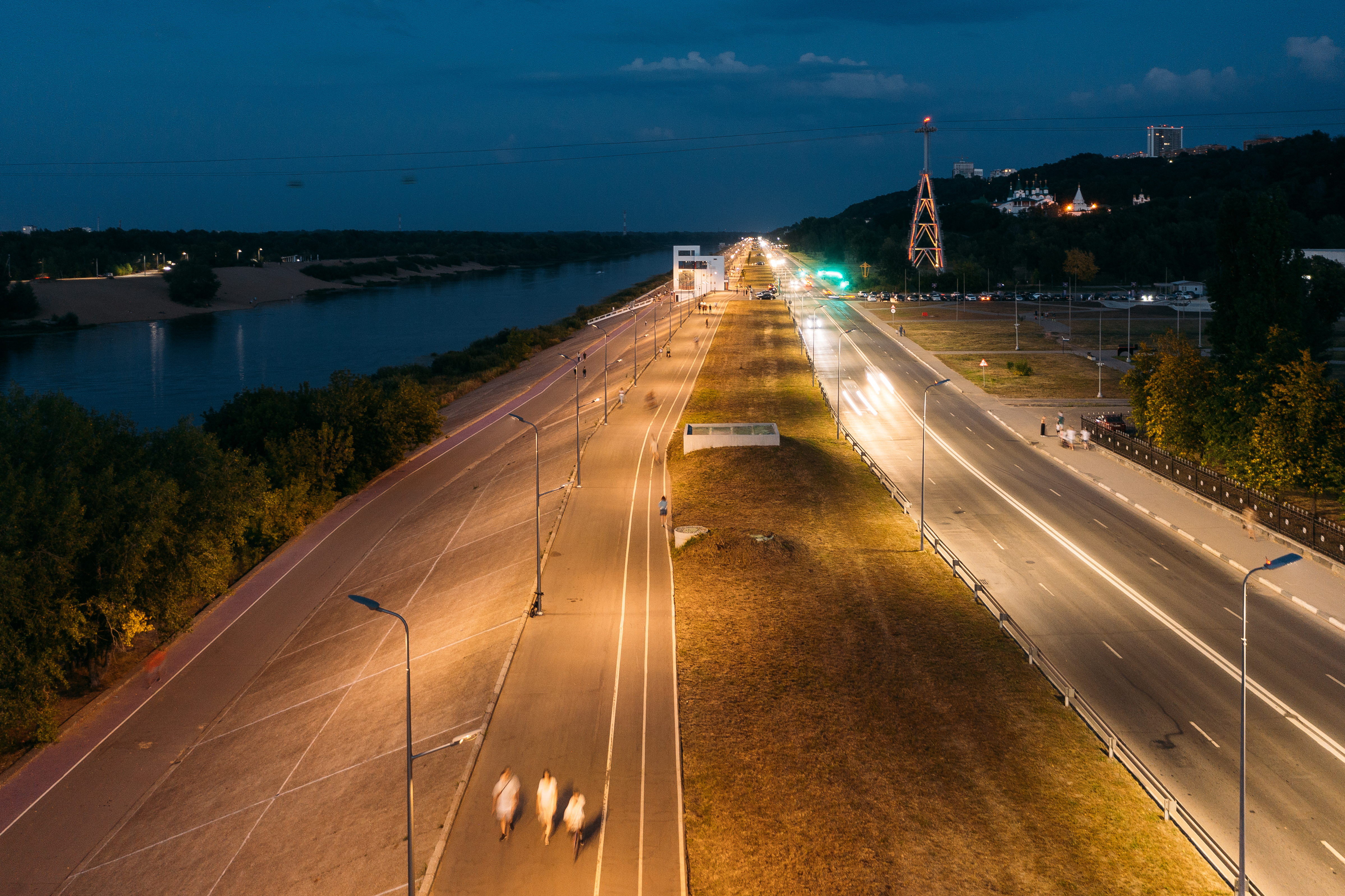
Вид на набережную Гребного канала вечером

Гребно́й кана́л — искусственный канал в Нижнем Новгороде. Образован дамбой, которая соединила берег реки Волги и остров Печёрские пески. Была построена в 1976 году. Тогда же появилась бетонная набережная Гребного канала, созданная для защиты Печёрского Вознесенского монастыря. В настоящее время место вдоль воды активно используется для занятий спортом и отдыха.

## История
Территория Гребного канала находится в восточной стороне Нижнего Новгорода. Исторически пролив между берегом Волги и островом (ныне — полуостров) Печёрские пески назывался Печёрской воложкой.
Гребной канал оформился на карте Нижнего Новгорода в 1976 году. Тогда искусственная дамба соединила берег Волги и остров Печёрские пески. Узкий (100—150 метров) и неглубокий (около 5 метров) рукав стали использовать для занятий греблей (отсюда и название места — Гребной). Тогда же построили бетонную набережную Гребного канала для защиты Печёрского Вознесенского монастыря. Вдоль набережной проходит автомобильная дорога.
Гребной канал — место для тренировок спортсменов Нижегородской областной спортивной школы олимпийского резерва по гребному спорту.
Набережную Гребного канала комплексно не ремонтировали с момента основания. На месте обновлялось только асфальтовое покрытие на верхнем ярусе. При этом пришёл в негодность нижний ярус набережной, бетонные склоны берегоукрепления, трибуны у судейской вышки, отсутствовало освещение и зоны отдыха.

## Современность
В 2021 году на набережной Гребного канала начались строительно-монтажные работы в рамках благоустройства к 800-летию Нижнего Новгорода. Благоустройство затронуло участок набережной Гребного канала — от съезда с улицы Красная Слобода до пересечения с улицей Слобода Подновье. Концепцию благоустройства разработало бюро «Новое» под кураторством Института развития городской среды Нижегородской области.
Плиты берегоукрепления были очищены пескоструйной обработкой, в нишах плит было высажено разнотравье. На бетонном берегу канала появились трибуны с деревянными настилами и лежаки. Установили скамейки. Вдоль всего променада смонтировали освещение.
На верхнем ярусе набережной появилась велополоса, а на нижнем ярусе сделали прорезиненную дорожку для бега и ходьбы. После благоустройства набережной Гребного канала её удалось объединить с Нижне-Волжской набережной в связное прогулочное пространство.
В 2022 году на Гребном канале заработал спортивный комплекс «Горадром». Он включает уличную площадку и крытый павильон. Комплекс объединил несколько молодых олимпийских видов спорта: баскетбол 3х3, скейтбординг и скалолазание. В основу проекта легла концепция, разработанная архитектурным бюро «Гора».

## Судейская вышка

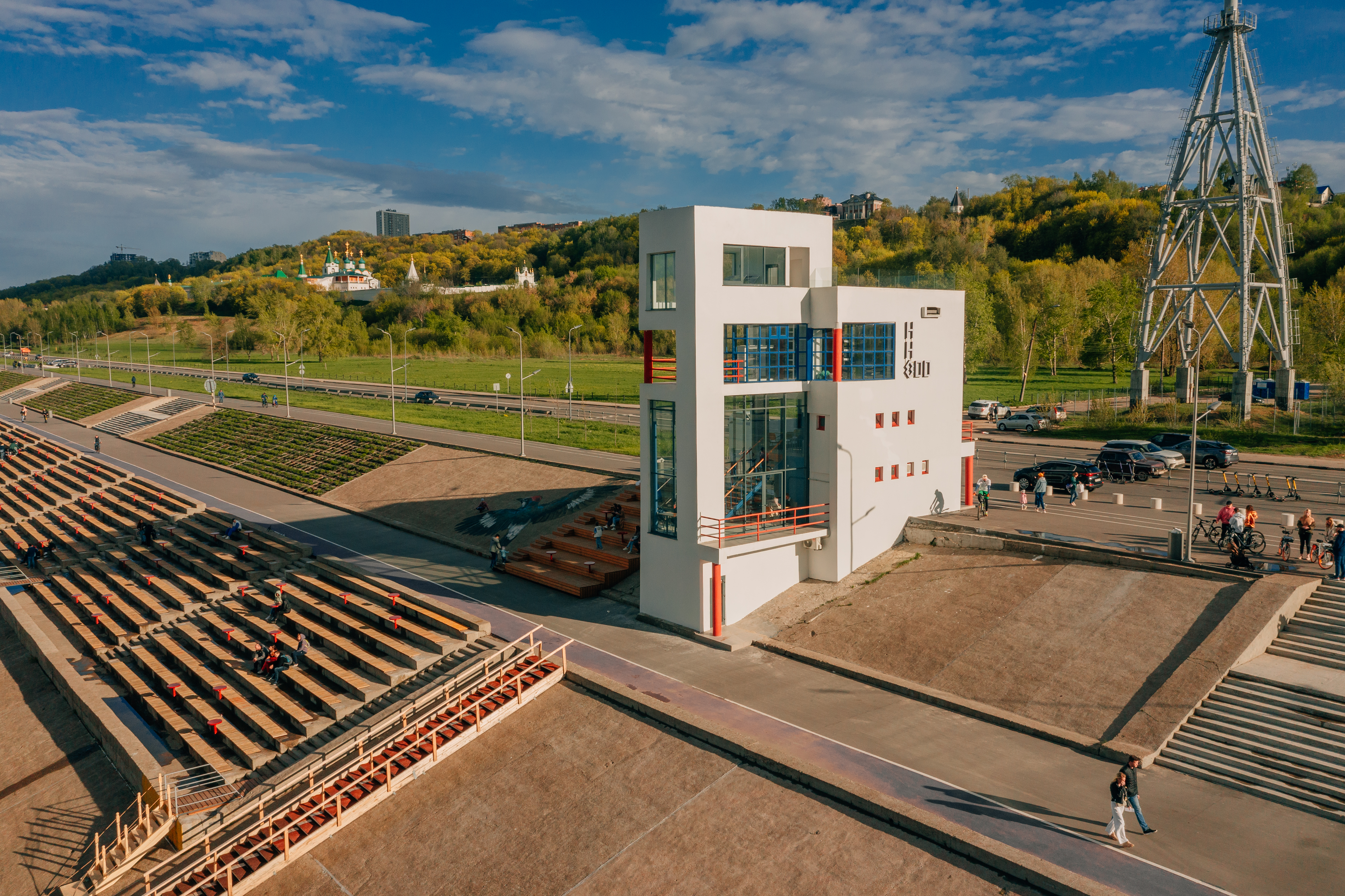
Судейская вышка на Гребном канале

Небольшое сооружение в стиле неоконструктивизма построили в 1988 году для проведения II Всесоюзных юношеских игр по гребному спорту, архитекторы — Ю. Н. Карцев и С. А. Касаткин. Разные объёмы, многоступенчатость и лестницы, наклонённые под разными углами, символизировали жизнь в спорте, движение вверх от достижения к достижению. С начала 2000-х годов вышка пустовала и разрушалась.
В год 800-летия Нижнего Новгорода в ходе благоустройства набережной Гребного канала полузаброшенный объект восстановили. Проект реконструкции выполнило нижегородское бюро «Гора» (реновация 2020—2021 гг., С. Горшунов, А. Булахова).
В тёплое время года там работает кафе. Конструкция здания предназначена только для сезонного использования.
В номинации «Реконструкция и реставрация зданий и сооружений» 26-го Национального независимого архитектурного рейтинга «Золотая капитель» победу одержала отреставрированная судейская вышка на Гребном канале.

## Объекты
В районе Гребного канала находится ряд знаковых мест:
- Печёрский Вознесенский мужской монастырь
- Парк Победы
- Нижегородская канатная дорога
- Трамплин К-60

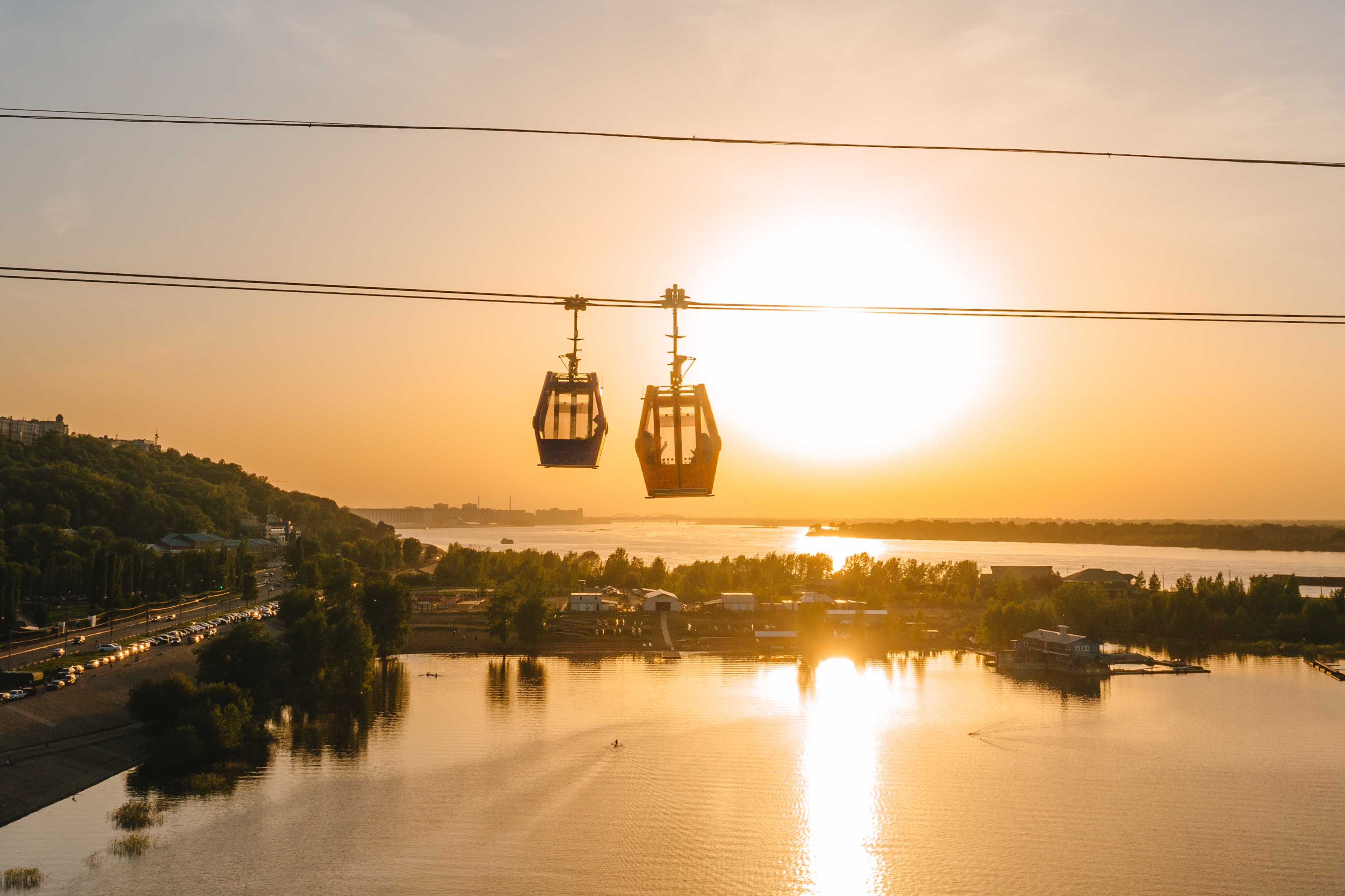
Кабинки канатной дороги над Гребным каналом
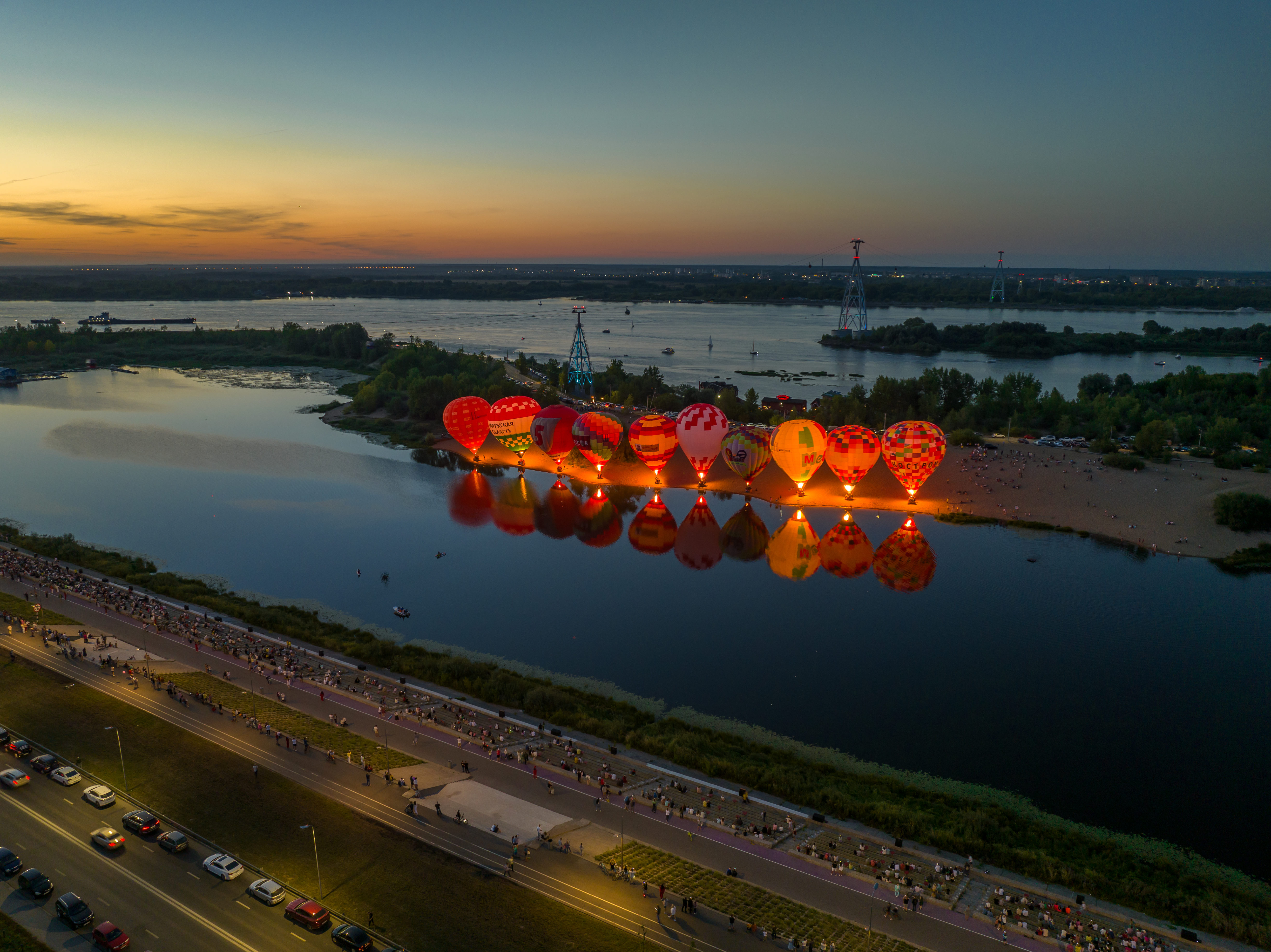
Вечернее свечение аэростатов на Гребном канале
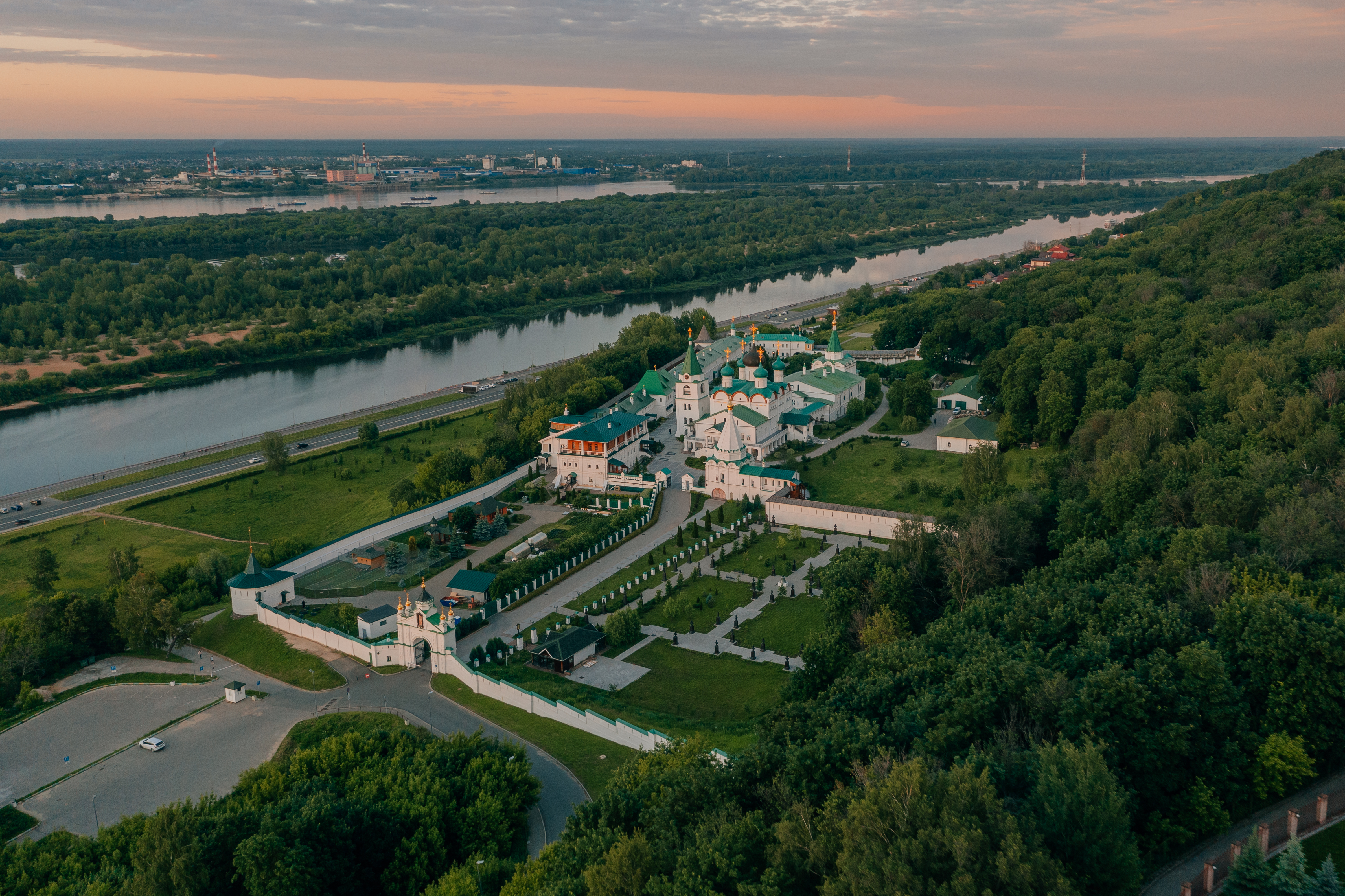
Вид на канал и Печёрский мужской монастырь
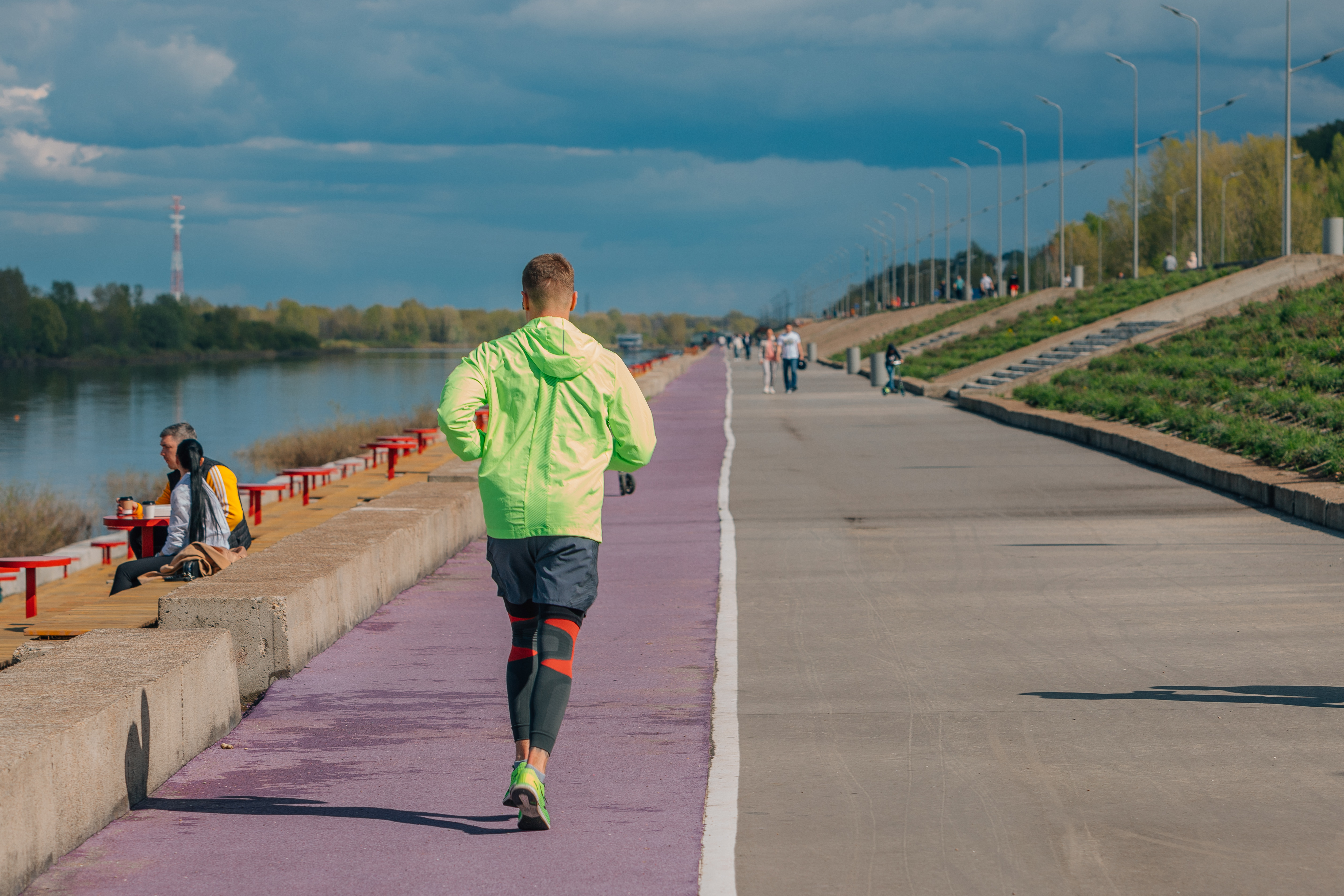
Дорожка для бега на Гребном канале